# NGC 2328
NGC 2328 est une galaxie lenticulaire située dans la constellation de la Poupe. NGC 2328 été découverte par l'astronome britannique John Herschel en 1835.

## Caractéristiques
Sa vitesse par rapport au fond diffus cosmologique est de 1 325 ± 12 km/s, ce qui correspond à une distance de Hubble de 19,5 ± 1,4 Mpc (∼63,6 millions d'al).